# Dillwynia gracillima
Dillwynia gracillima là một loài thực vật có hoa trong họ Đậu. Loài này được (Meisn.) F. Muell. miêu tả khoa học đầu tiên năm 1896.